# كليات بريدة الأهلية
تأسست كليات بريدة الأهلية في مدينة بريدة بالقصيم، و صاحب فكرة النشأة هو عبد الرحمن بن صالح الشتيوي .

## تأسيس الكليات
نظرا للتطور السريع ونمو القطاعات الاقتصادية بالمملكة العربية السعودية وحاجة منطقة القصيم لكوادر بشرية بتطلبها سوق العمل في مختلف المجالات؛ أسس الشيخ/ عبد الرحمن بن صالح الشتيوي كليات بريدة الأهلية بعد دراسة وافية لسوق العمل بالمملكة. وقد حظيت المبادرة مباركة كافة فئات المجتمع ورجال الأعمال بالمنطقة، وإثر ذلك قام بتوجيه الدعوة لعدد محدود من رجال الأعمال السعوديين بالمنطقة للمساهمة في تأسيس هذه الكليات. وبدأت الدراسة فيها فعلياً في الفصل الدراسي الثاني لعام 1428/1429هـ

## اعتماد وزارة التعليم العالي
جميع كليات بريدة ( كلية العلوم الطبية التطبيقية، كلية الصيدلة وطب الأسنان، كلية الهندسة وتقنية المعلومات، كلية العلوم الإدارية والإنسانية ) معتمدة ومصرح بها من قبل وزارة التعليم العالي بموجب الاعتماد رقم (72390).

### الرسالة
«تقدم الكليات تعليم جامعي يسد حاجة سوق العمل ويسهم بشكل فعال وداعم في تحقيق التنمية الشاملة في المملكة العربية السعودية من خلال الالتزام بالمعايير الدولية للتميز في مجالات التعليم والبحوث وخدمة المجتمع وإحداث التكامل بين الأفراد والتكنولوجيا ونظم الأعمال وتنمية رأس المال البشري».

### الرؤية
الريادة والتميز على مستوى مؤسسات التعليم العالي الأهلي في المملكة العربية السعودية

### الشعار
«ريادة وتميز»

## أهداف الكليات

### أولا: الهدف العام
المساهمة في دعم مخرجات التعليم الجامعي في التخصصات العلمية والتطبيقية التي يحتاجها سوق العمل بصفة عامة وسوق العمل السعودي على وجه الخصوص.

### ثانيا: الأهداف الفرعية
1. السعي نحو المواءمة بين مخرجات الكليات واحتياجات سوق العمل مع الالتزام بالمستوى العلمي المرتفع والمعايير الأكاديمية العالمية.
2. السعي نحو استخدام أرقى الأساليب الحديثة في التعليم والتدريب.
3. اعتبار التدريب التعاوني والتطبيق العملي جزء من المنهج الدراسي.
4. الاهتمام بالجانب السلوكي في التعليم وتنمية مهارات الابتكار والإبداع والعمل الجماعي، إضافة إلى غرس قيمة العمل والمقدرة على اتخاذ القرار لدى الخريجين.
5. تقديم الدراسات والاستشارات العلمية والتقنية الحديثة للمجتمع المحيط.
6. السعي نحو تدعيم سمعة المملكة الطيبة لدى العالم الخارجي في مجالي التعليم والبحث العلمي.
7. تنمية الروح الجماعية السليمة بين الطلاب، ورفع مستوى الوعي الثقافي والاجتماعي لديهم وتنظيم وقت فراغهم بما يعود عليهم وعلى الوطن بالنفع، وتوفير الراحة لهم داخل الكليات وخارجها.

### الغرض من إنشاء الكليات
1.	إتاحة الفرصة أمام أبناء الوطن والمقيمين لمواصلة دراستهم الجامعية وفقا لرغباتهم وقدراتهم.
2.	تعويض النقص الحاصل في سوق العمل من الكوادر البشرية في المجالات الطبية والهندسية والحاسوبية والإدارية والإنسانية.
3.	المساهمة في خدمة المجتمع من خلال البحوث والاستشارات والندوات والمؤتمرات العلمية.

## الكليات والتخصصات العلمية المعتمدة

### كلية الصيدلة وطب الأسنان
- قسم طب وجراحة الأسنان.
- قسم علوم صيدلية.
- قسم صيدلة إكلينيكية.

### كلية العلوم الطبية التطبيقية
- قسم تمريض.
- قسم علوم الأشعة.

#### قسم علوم المختبرات الإكلينيكية
- قسم علاج طبيعي.
- قسم سجلات طبية.
- قسم علوم صحة البيئة.
- قسم تغذية سريرية.
- قسم رعاية أسنان.

### كلية الهندسة وتقنية المعلومات
- قسم هندسة قوى كهربائية.
- قسم هندسة اتصالات.
- قسم هندسة حاسب.
- قسم علوم حاسب.
- قسم تقنية معلومات.
- قسم معمارية
- قسم الامن السيبراني

### كلية العلوم الإدارية والإنسانية
- قسم إدارة موارد بشرية.
- قسم محاسبة.

#### قسم تربية خاصة (صعوبات تعلم)
- قسم حقوق.
- قسم لغات وترجمة.

نظرا للتقدم الهائل في وسائل الاتصالات والموصلات وتشابك علاقات الدول الاقتصادية والسياسية، نبع الاهتمام بتدريس اللغات الأجنبية بوصفها وسيله فعاله لتسهيل التنمية الاقتصادية والعلمية و الثقافية وتسهيل التواصل الحضاري مع دول وشعوب العالم . وتقع اللغة الإنجليزية على رأس هذه اللغات حيث لها أهمية خاصة للمملكة نظرا لدورها في خدمة الإسلام والمسلمين على اختلاف لغاتهم، ودورها كقوة اقتصاديه وسياسية مؤثرة عربيا وإسلاميا وعالميا وهو ما يرمي إليه هذا البرنامج. برنامج البكالوريوس في اللغة الإنجليزية.

## الرؤية
قسم متميز يزود المجتمع بمتخصصين في مجال اللغة الإنجليزية والترجمة، ويشارك في تلبية سوق العمل، ويسهم في مد جسور التواصل المعرفي والثقافي بين المملكة والشعوب الأخرى.

## الرسالة
تزويد المتعلمين بالمعرفة النظرية والتطبيقية وسد حاجة سوق العمل بالمتخصصين في مجال اللغة الإنجليزية والترجمة.

### الأهداف
يرمي البرنامج إلى تحقيق الأهداف التالية:
1. إعداد الكوادر المتخصصة في مجال اللغة الإنجليزية والترجمة.
2. تنمية مهارات الطلاب والطالبات في مجال اللغة والتدريب على أعمال الترجمة بمختلف أنواعها.
3. تشجيع البحث والتأليف والتحقيق في مجال اللغة والترجمة.
4. تقديم الخبرة والمشورة المتخصصة للقطاعين العام والخاص.
5. خدمة المجتمع من خلال القيام بأعمال الترجمة التحريرية والشفوية.
6. تنفيذ الدورات الموجهة إلي مختلف قطاعات المجتمع، وتلبية حاجات المؤسسات الحكومية للتدريب في مجال اللغة الإنجليزية والترجمة.
7. التواصل المستمر بالمعاهد والكليات والهيئات المماثلة في العالم للاستفادة من تجاربها في مجال الاختصاص.
8. إثراء حركة الترجمة من اللغة العربية وإليها.

### مدة الدراسة في البرنامج
مدة البرنامج الدراسي خمس سنوات دراسية موزعة على عشر فصول دراسية، كل فصل يمثل مستوى من مستويات الدراسة. يتضمن كل فصل دراسي عدد من وحدات دراسية تتراوح بين 15 إلى 18 وحدة دراسية بحيث يصل المجموع الإجمالي لما يدرسه الطالب للحصول على درجة البكالوريوس إلى 171 ساعة دراسية.

### متطلبات الالتحاق
•	أن يكون حاصل على شهادة الثانوية العامة أو ما يعادلها من داخل المملكة أو خارجها.
•	أن يكون حسن السيرة والسلوك.
•	ألا يكون قد مضى على حصوله على شهادة الثانوية العامة أو ما يعادلها مدة تزيد عن خمس سنوات.
•	أن يجتاز بنجاح أي اختبار أو مقابلة شخصية يراها مجلس الكليات.
•	أن يكون لائقاً طبياً.
•	أن يحصل على موافقة بالدراسة من جهة عمله، إذا كان يعمل في أي جهة حكومية أو خاصة.
•	أن لا يكون قد فصل من أي جامعة أو كلية أخرى فصلاً أكاديمياً أو تأديبياً.
•	تقديم المستندات المطلوبة التي تحددها وحدة القبول والتسجيل بالكليات.
ملاحظة تسديد رسوم التسجيل ( تحسم من الرسوم الدراسية ).